# ТЕС Ер-Ріяд 12
24°47′0″ пн. ш. 45°36′19″ сх. д. / 24.78333° пн. ш. 45.60528° сх. д.
ТЕС Ер-Ріяд 12 — теплова електростанція в центральній частині Саудівської Аравії, за сотню кілометрів на захід від столиці країни Ер-Ріяду.
В 2014 – 2015 роках на майданчику станції стали до ладу два парогазові блоки комбінованого циклу, кожен з яких має чотири газові турбіни, що через відповідну кількість котлів-утилізаторів живлять одну парову турбіну з показником 342 МВт. Загальна чиста потужність ТЕС становить 2175 МВт.
Станція розрахована на використання природного газу, що надходить по трубопроводу Схід – Захід, траса якого проходить поруч з майданчиком ТЕС.
Видача продукції відбувається по ЛЕП, що працює під напругою 380 кВ.